# Barbara Oldfield
Pour les articles homonymes, voir Oldfield.
Barbara Oldfield, née le 1er août 1950 à Busselton, est une joueuse de squash représentant l'Australie. Elle atteint en 1981 la 6e place mondiale, son meilleur classement. Cette même année, elle est championne du monde par équipes.

## Biographie
Elle commence le squash à l'âge de 20 ans en jouant avec son frère mais devient rapidement une des joueuses majeures du circuit. En 1980, elle joue pour l'équipe d'Australie et en 1981 devient championne du monde par équipes avec Rhonda Thorne, Vicki Hoffman et Rae Anderson. En 1982, elle atteint les demi-finales du British Open,.

## Palmarès

### Titres
- Championnats du monde par équipes : 1981